# Порсангер
По́рсангер (норв. Porsanger — Пошангер, півн.-саам. Porsáŋgu, фін. Porsanki) — комуна у фюльке Фіннмарк на півночі Норвегії.

## Етимологія
Перший елемент назви комуни pors найпевніше є назвою рослини багно звичайне (норв. Finnmarkspors). За іншою теорією pors є зміненою формою саамського слова borsi, яке означає «водоспад». Друга частина назви, angr, означає «фіорд».

## Географія

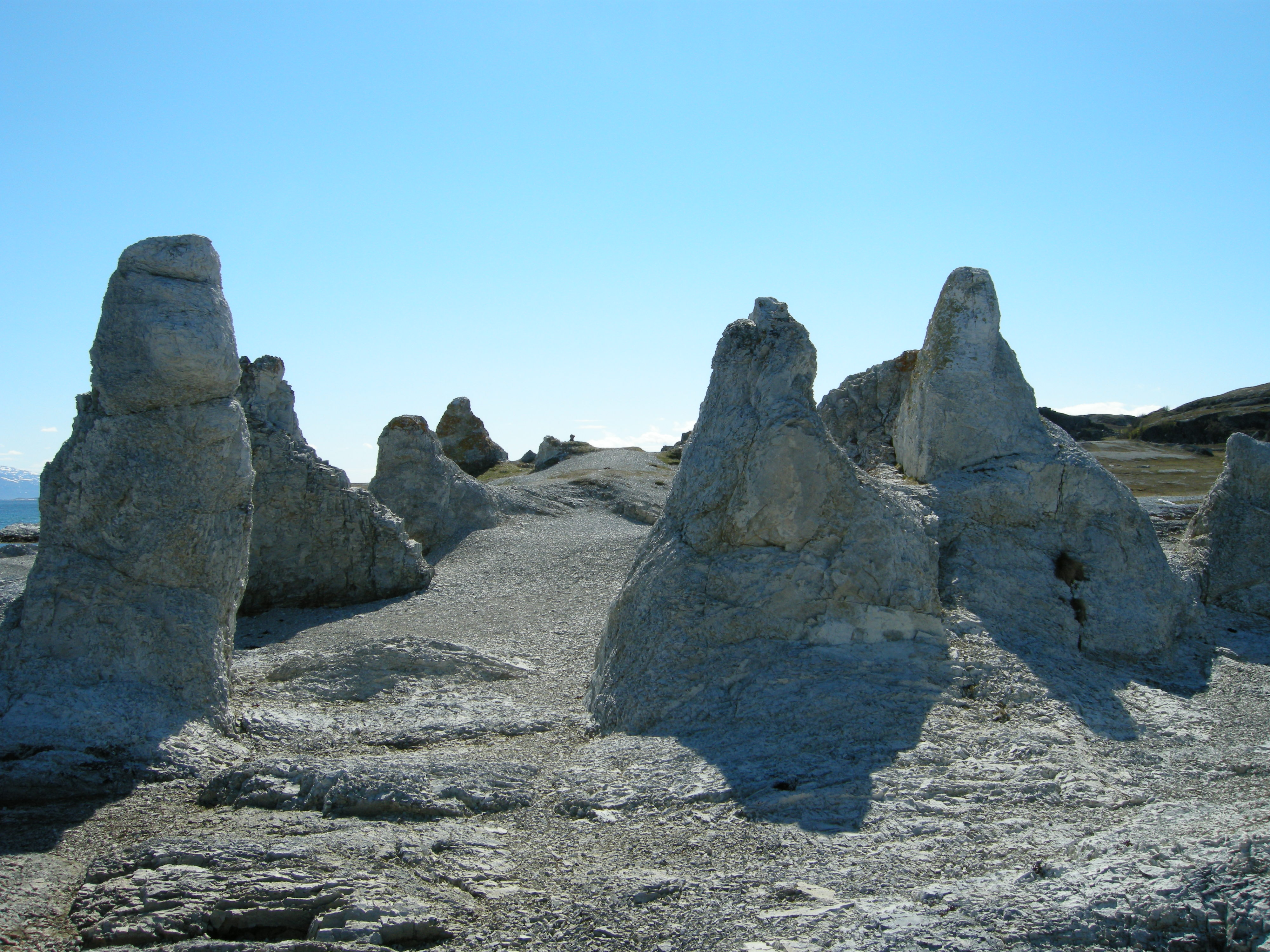
«Тролі» в Порсангері — природні утворення з доломіту

Порсангер — третя найбільша комуна країни з площею 4872,7 км². Розташований у центральній частині фюльке, на берегах затоки Порсангер-фіорд, який є 4-м найдовшим фіордом Норвегії і найдовшим — у Північній Норвегії. Межує на північному заході з комунами Квалсунн і Мосей, на півночі — з комуною Нуркап, на сході — з Лебесбю, на півдні — з Карасйок, на заході — з Алтою. Адміністративний центр і найбільше місто — Лаксельв, решта населених пунктів розкинулися на обох берегах фіорду. Найзначніші з них: Кістранн, Олдерфьорд і Бьорсельв. На території комуни, на північний захід від фіорду, лежить національний парк Стаббурсдален, де розташований найпівнічніший у світі сосновий ліс.
Білі ночі тривають від 16 травня до 27 липня. Полярна ніч — від 25 листопада до 16 січня. Регіон цікавий багатою орнітофауною. Тут зустрічаються такі види, як смеречник, а навесні вздовж берегів фіорду зупиняються тисячі ісландських побережників.

## Населення
Населення комуни за даними на початок 2012 року становить 3946 чоловік. Порсангер — єдина в Норвегії комуна, де офіційними є три мови: норвезька (букмол), саамська і квенська (місцевий варіант фінської, близький до меянкіелі).

## Економіка
Значну роль в економіці Порсангеру відіграють розміщений тут гарнізон норвезької армії і авіабаза Банак під Лаксельвом. Льотне поле авіабази використовується також як цивільний аеропорт із рейсами в Тромсе і Кіркенес . У комуні розташована найпівнічніша в світі виноробня, сировиною для якої є водянка. У Лаксельві видається саамомовна газета Ságat.